# Tầng Berrias
| Hệ/ Kỷ                                | Thống/ Thế   | Bậc/ Kỳ    | Tuổi (Ma) | Tuổi (Ma) |
| ------------------------------------- | ------------ | ---------- | --------- | --------- |
| Paleogen                              | Paleocen     | Đan Mạch   | trẻ hơn   | trẻ hơn   |
| Creta                                 | Thượng /Muộn | Maastricht | 66.0      | 72.1      |
| Creta                                 | Thượng /Muộn | Champagne  | 72.1      | 83.6      |
| Creta                                 | Thượng /Muộn | Santon     | 83.6      | 86.3      |
| Creta                                 | Thượng /Muộn | Cognac     | 86.3      | 89.8      |
| Creta                                 | Thượng /Muộn | Turon      | 89.8      | 93.9      |
| Creta                                 | Thượng /Muộn | Cenoman    | 93.9      | 100.5     |
| Creta                                 | Hạ/Sớm       | Alba       | 100.5     | ~113.0    |
| Creta                                 | Hạ/Sớm       | Apt        | ~113.0    | ~125.0    |
| Creta                                 | Hạ/Sớm       | Barrême    | ~125.0    | ~129.4    |
| Creta                                 | Hạ/Sớm       | Hauterive  | ~129.4    | ~132.9    |
| Creta                                 | Hạ/Sớm       | Valangin   | ~132.9    | ~139.8    |
| Creta                                 | Hạ/Sớm       | Berrias    | ~139.8    | ~145.0    |
| Jura                                  | Thượng /Muộn | Tithon     | già hơn   | già hơn   |
| Phân chia kỷ Creta theo ICS năm 2017. |              |            |           |           |

Tầng Berrias trong niên đại địa chất là kỳ đầu tiên của thế Creta sớm, và trong thời địa tầng học thì nó là bậc dưới cùng của thống Creta dưới. Kỳ Berrias tồn tại từ ~ 145 Ma đến 139.8 Ma (Ma: Megaannum, triệu năm trước).
Kỳ Berrias kế tục kỳ Tithon của thế Jura muộn, và tiếp sau là kỳ Valangin của thế Creta sớm.

## Địa tầng
Trong đại dương Tethys, tầng Berrias chứa bốn đới sinh vật ammonit, theo thứ tự từ trên xuống:
- Đới có Thurmanniceras otopeta
- Đới có Subthurmannia boissieri
- Đới có Tirnovella occitanica
- Đới có Berriasella jacobi/Pseudosubplanites grandis

## Cổ sinh

### Chim (avian theropods)
| Đơn vị phân loại | Hiện diện | Vị trí | Mô tả | Hình ảnh |
| ---------------- | --------- | ------ | ----- | -------- |
| - Gallornis      |           |        |       |          |
| - Wyleyia        |           |        |       |          |

### Choristodera
| Đơn vị phân loại | Hiện diện | Vị trí                             | Mô tả | Hình ảnh |
| ---------------- | --------- | ---------------------------------- | --- | -------- |
| - Shokawa        |           | Shokawa, Gifu Prefecture, Nhật Bản | Một loài bò sát diapsid choristoderan gần giống và có quan hệ họ hàng gần với loài choristoderan nhỏ hơn, Hyphalosaurus. |          |

### Crocodylomorphs
| Đơn vị phân loại          | Hiện diện | Vị trí                | Mô tả                                                                                 | Hình ảnh |
| ------------------------- | --------- | --------------------- | ------------------------------------------------------------------------------------- | -------- |
| - Lisboasaurus            |           |                       |                                                                                       |          |
| - Nannosuchus gracilidens |           | Anh Quốc, Tây Ban Nha | Một loài goniopholidid mesoeucrocodylia. Được một số tác giả gọi là loài Goniopholis. |          |
| - Theriosuchus            |           |                       |                                                                                       |          |

### Lớp Thú
| Đơn vị phân loại | Hiện diện | Vị trí                                      | Mô tả | Hình ảnh |
| ---------------- | --------- | ------------------------------------------- | ----- | -------- |
| - Albionbaatar   |           | Durlston Bay, Dorset, Anh Quốc              |       |          |
| - Amblotherium   |           | Hệ tầng Lulworth, Anh Quốc                  |       |          |
| - Bolodon        |           | Durlston Bay, Dorset, Anh Quốc; Tây Ban Nha |       |          |
| - Ecprepaulax    |           | Bồ Đào Nha                                  |       |          |
| - Gerhardodon    |           | Durlston Bay, Dorset, Anh Quốc              |       |          |
| - Iberodon       |           | Bồ Đào Nha                                  |       |          |

### †Ornithischians
| Đơn vị phân loại | Hiện diện | Vị trí                                   | Mô tả | Hình ảnh |
| ---------------- | --------- | ---------------------------------------- | --- | -------- |
| - Echinodon      |           | Swanage, Anh Quốc                        | Là một động vật ăn cỏ hai chân, dài khoảng 0,6 mét (2 ft). Không giống như hầu hết các ornithischians, Echinodon có một hoặc hai chiếc răng nanh ở mỗi hàm trên. |          |
| - Hylaeosaurus   |           |                                          | |          |
| - Owenodon       |           |                                          | |          |
| - Paranthodon    |           | Hệ tầng Kirkwood, Cape Province, Nam Phi | Stegosaurid dài 4 mét, cao 1,8 mét với hộp sọ tương tự như Kentrosaurus                                                                                          |          |
| - Valdosaurus    |           | Anh Quốc                                 | Một dryosaurid |          |